# ТЕС Каталгурі
27°20′28″ пн. ш. 95°24′28″ сх. д. / 27.34111° пн. ш. 95.40778° сх. д.
ТЕС Каталгурі – електростанція на північному сході Індії у штаті Ассам. Також відома як Assam Gas Based Power Plant.
В 1995 – 1997 роках на майданчику станції стали до ладу шість газових турбін потужністю по 33,5 МВт. Кілька років вони працювали у відкритому циклі, проте в 1999-му були доповнені відповідною кількість котлів-утилізаторів та трьома паровими турбінами по тужністю по 30 МВт, що дозволило створити три парогазові блоки комбінованого циклу потужністю по 97 МВт (дві газові та одна парова турбини в кожному).
ТЕС спорудили з розрахунку на використання попутного газу ассамських нафтових родовищ. Вона знаходиться неподалік від центру нафтової промисловості Дуліаджан та отримує ресурс по перемичці довжиною 7 км з діаметром 550 мм. При роботі на проектній потужності станція потребує 1,4 млн м3 газу на добу.
Для охолодження використовують воду із річки Бурідіхінг.
Видача продукції відбувається по ЛЕП, розрахованим на роботу під напругою 220 кВ.